# Екатерина Монзул
Екатерина Владимировна Монзул (на украински: Катерина Володимирівна Монзуль; родена на 5 юли 1981 г. в Харков) е украински футболен съдия, първата жена рефер от Украйна, включена в елитната съдийска категория на ФИФА.

## Кариера
Прекарва детството си в село Бабай, Харковска област. От детството си обича футбола, играе за отбора на селото. На 18-годишна възраст, избирайки между кариера като играч и съдия, тя избира втория вариант. Работи и в четирите категории съдии на Футболната федерация на Украйна (ФФУ). На първите етапи от работата си тя се сблъсква с неразбиране от страна на мъжете, но не напуска работата си и продължава да реферира срещи. На 24 септември 2005 г. Екатерина се появява за първи път на международен футболен мач – между женските състави на Финландия и Полша.
На 11 юни 2009 г. е разгледан въпросът за възможността да се повери на Екатерина да обслужва мачове от Първа лига, но в крайна сметка изпълнителният комитет на ФФУ отказва да включи Екатерина, тъй като според ФФУ тя няма пълна професионална подготовка. Само след две години, на 4 октомври 2011 г., Екатерина получава лиценз като съдия от Първа лига. На следващия ден тя е рефер на първия си мач между Одеса и Кримтеплица. През 2010 г. ѝ е поверено съдийство на младежките олимпийски игри в Сингапур, а през 2011 г. се появява и на световното първенство за жени в Германия.
През зимата тя попада в категорията на елитните съдии на ФИФА и става първата жена съдия от Украйна, която получава такова звание. Свири на мачове от Шампионската лига за жени, квалификационни мачове за Евро 2013 при жените. На международния тренировъчен лагер в Турция през февруари 2012 г. тя ръководи мач между отборите на „Лудогорец“ и „Нистру“ (Молдова), на който печели уважението на играчите и треньорите на двата отбора заради безупречната си работа.
Монзул е включена в списъка на съдиите за Европейското първенство по футбол за жени през 2013 г. в Швеция. Ръководи мачовете от груповата фаза Дания – Швеция (група А), Англия – Испания (група С), както и полуфинала Норвегия – Дания.
Съдия е на мачове от груповата фаза на Световното първенство по футбол през 2014 г. за девойки до 20 години в Канада.
На Световното първенство за жени през 2015 г. в Канада тя е рефер на финалния мач между националните отбори на САЩ и Япония (5:2).
Според резултатите от гласуването на Международната федерация по футболна история и статистика (IFFHS), Монзул е призната за най-добрата жена-съдия за 2015 г.
През март 2016 г. тя става член на изпълнителния комитет на ФФУ.
На 3 април 2016 г. влиза в историята на украинския футбол като първата жена-главен съдия на мач от Висшата лига на украинското футболно първенство за мъже.

## Личен живот
Архитект-урбанист по образование, тя завършва с отличие Академията за градска икономика. Не е омъжена, но според нейното изявление тя има любим човек, който не е свързан с футбола. Владее английски. Нейни хобита са общуването с приятели, кулинарството и класическата музика.

## Награди
Удостоена е с орден на княгиня Олга II (2017) и III степен (2011).